# Belgia na Zimowych Igrzyskach Olimpijskich 2022
Belgia na Zimowych Igrzyskach Olimpijskich 2022 – występ kadry sportowców reprezentujących Belgię na igrzyskach olimpijskich, które odbyły się w Pekinie, w Chińskiej Republice Ludowej, w dniach 4-20 lutego 2022 roku.
Reprezentacja Belgii liczyła dziewiętnaścioro zawodników – osiem kobiet i jedenastu mężczyzn.
Był to dwudziesty drugi start Belgii na zimowych igrzyskach olimpijskich.

## Zdobyte medale
Panczenista Bart Swings zdobył drugi w 98-letniej historii występów Belgów na zimowych igrzyskach olimpijskich złoty medal i został pierwszym belgijskim zimowym mistrzem olimpijskim od 74 lat. Drugim medalem reprezentacji był brąz shorttrackistki Hanne Desmet. Był to drugi wynik w dotychczasowej historii startów Belgów na zimowych igrzyskach olimpijskich i najlepszy od Zimowych Igrzyskach Olimpijskich 1948 w Sankt Moritz.
| Data      | Medal | Zawodnik     | Dyscyplina          | Konkurencja          |
| --------- | ----- | ------------ | ------------------- | -------------------- |
| 11 lutego | Brąz  | Hanne Desmet | Short track         | 1000 m kobiet        |
| 19 lutego | Złoto | Bart Swings  | Łyżwiarstwo szybkie | bieg masowy mężczyzn |

## Reprezentanci

### Biathlon
| Zawodnik                                                        | Konkurencja                | Strzelanie                | Czas                  | Strata   | Miejsce | Źródło |
| --------------------------------------------------------------- | -------------------------- | ------------------------- | --------------------- | -------- | ------- | ------ |
| César Beauvais                                                  | bieg indywidualny mężczyzn | 7 (1+1+1+4)               | 1:02:50,5             | +14:03,1 | 91.     | [ 1 ]  |
| César Beauvais                                                  | sprint mężczyzn            | 4 (1+3)                   | 30:06,8               | +6:06,4  | 94.     | [ 1 ]  |
| Florent Claude                                                  | bieg indywidualny mężczyzn | 5 (0+2+3+0)               | 57:11,2               | +8:23,8  | 75.     | [ 2 ]  |
| Florent Claude                                                  | sprint mężczyzn            | 4 (1+3)                   | 27:35,1               | +3:34,7  | 84.     | [ 2 ]  |
| Tom Lahaye-Goffart                                              | bieg indywidualny mężczyzn | 7 (2+1+3+1)               | 1:02:26,2             | +13:38,8 | 90.     | [ 3 ]  |
| Tom Lahaye-Goffart                                              | sprint mężczyzn            | 1 (1+0)                   | 28:15,1               | +4:14,7  | 91.     | [ 3 ]  |
| Thierry Langer                                                  | bieg indywidualny mężczyzn | 5 (1+1+2+1)               | 57:18,3               | +8:30,9  | 77.     | [ 4 ]  |
| Thierry Langer                                                  | sprint mężczyzn            | 1 (1+0)                   | 26:59,8               | +2:59,4  | 67.     | [ 4 ]  |
| Lotte Lie                                                       | bieg indywidualny kobiet   | 4 (1+2+0+1)               | 49:36,9               | +5:24,2  | 45.     | [ 5 ]  |
| Lotte Lie                                                       | sprint kobiet              | 3 (3+0)                   | 23:41,1               | +2:56,8  | 64.     | [ 5 ]  |
| Florent Claude Thierry Langer Tom Lahaye-Goffart César Beauvais | sztafeta mężczyzn          | 0+0 0+2 0+1 0+2 0+3 0+0 - | 21:01,7 22:08,2 LAP - | -        | 20.     | [ 6 ]  |

### Biegi narciarskie
| Zawodnik         | Konkurencja                | Kwalifikacje | Kwalifikacje | Ćwierćfinały | Ćwierćfinały | Półfinały | Półfinały | Finał     | Finał   | Finał   | Źródło |
| Zawodnik         | Konkurencja                | Czas         | Miejsce      | Czas         | Miejsce      | Czas      | Miejsce   | Czas      | Strata  | Miejsce | Źródło |
| ---------------- | -------------------------- | ------------ | ------------ | ------------ | ------------ | --------- | --------- | --------- | ------- | ------- | ------ |
| Thibaut De Marre | bieg indywidualny mężczyzn | —            | —            | —            | —            | —         | —         | 42:56,7   | +5:01,9 | 59.     | [ 7 ]  |
| Thibaut De Marre | bieg łączony mężczyzn      | —            | —            | —            | —            | —         | —         | LAP       | LAP     | 53.     | [ 7 ]  |
| Thibaut De Marre | bieg masowy mężczyzn       | —            | —            | —            | —            | —         | —         | 1:19:53,8 | +8:21,1 | 47.     | [ 7 ]  |
| Thibaut De Marre | sprint mężczyzn            | 3:10,66      | 76.          | NQ           | NQ           | NQ        | NQ        | NQ        | NQ      | 76.     | [ 7 ]  |

### Bobsleje
| Zawodnik                      | Konkurencja   | 1. przejazd | 1. przejazd | 2. przejazd | 2. przejazd | 3. przejazd | 3. przejazd | 4. przejazd | 4. przejazd | Suma    | Suma    | Źródło      |
| Zawodnik                      | Konkurencja   | Czas        | Miejsce     | Czas        | Miejsce     | Czas        | Miejsce     | Czas        | Miejsce     | Czas    | Miejsce | Źródło      |
| ----------------------------- | ------------- | ----------- | ----------- | ----------- | ----------- | ----------- | ----------- | ----------- | ----------- | ------- | ------- | ----------- |
| An Vannieuwenhuyse Sara Aerts | dwójki kobiet | 1:02,08     | 17.         | 1:02,12     | 12.         | 1:02,11     | 12.         | 1:02,27     | 14.         | 4:08,58 | 15.     | [ 8 ] [ 9 ] |

### Łyżwiarstwo figurowe
| Zawodnik        | Konkurencja | SP     | SP   | FS     | FS   | Nota łączna | Nota łączna | Źródło |
| Zawodnik        | Konkurencja | Punkty | Poz. | Punkty | Poz. | Punkty      | Poz.        | Źródło |
| --------------- | ----------- | ------ | ---- | ------ | ---- | ----------- | ----------- | ------ |
| Loena Hendrickx | solistki    | 70,09  | 7. Q | 136,70 | 9.   | 206,79      | 8.          | [ 10 ] |

### Łyżwiarstwo szybkie
| Zawodnik      | Konkurencja      | Finał    | Finał  | Finał   | Źródło |
| Zawodnik      | Konkurencja      | Czas     | Strata | Miejsce | Źródło |
| ------------- | ---------------- | -------- | ------ | ------- | ------ |
| Bart Swings   | 1500 m mężczyzn  | 1:45,82  | +2,61  | 13.     | [ 11 ] |
| Bart Swings   | 5000 m mężczyzn  | 6:16,90  | +8,06  | 7.      | [ 11 ] |
| Bart Swings   | 10000 m mężczyzn | 13:02,43 | +31,69 | 10.     | [ 11 ] |
| Sandrine Tas  | 500 m kobiet     | 39,37    | +2,33  | 28.     | [ 12 ] |
| Sandrine Tas  | 1000 m kobiet    | 1:18,79  | +5,60  | 28.     | [ 12 ] |
| Sandrine Tas  | 1500 m kobiet    | 2:03,39  | +10,11 | 29.     | [ 12 ] |
| Mathias Vosté | 1000 m mężczyzn  | 1:10,22  | +2,30  | 27.     | [ 13 ] |
| Mathias Vosté | 1500 m mężczyzn  | 1:49,93  | +6,72  | 29.     | [ 13 ] |

| Zawodnik     | Konkurencja          | Półfinał | Półfinał | Półfinał | Finał   | Finał  | Finał   | Miejsce | Źródło |
| Zawodnik     | Konkurencja          | Czas     | Punkty   | Miejsce  | Czas    | Punkty | Miejsce | Miejsce | Źródło |
| ------------ | -------------------- | -------- | -------- | -------- | ------- | ------ | ------- | ------- | ------ |
| Bart Swings  | bieg masowy mężczyzn | 7:56,74  | 44       | 2. Q     | 7:47,11 | 63     | 1.      | złoto   | [ 11 ] |
| Sandrine Tas | bieg masowy kobiet   | 8:37,77  | 0        | 12.      | NQ      | NQ     | NQ      | 24.     | [ 12 ] |

### Narciarstwo alpejskie
| Zawodnik              | Konkurencja            | 1 przejazd | 1 przejazd | 2 przejazd | 2 przejazd | Łącznie | Łącznie | Źródło |
| Zawodnik              | Konkurencja            | Czas       | Pozycja    | Czas       | Pozycja    | Czas    | Pozycja | Źródło |
| --------------------- | ---------------------- | ---------- | ---------- | ---------- | ---------- | ------- | ------- | ------ |
| Sam Maes              | slalom mężczyzn        | DNF        | DNF        | NQ         | NQ         | DNF     | DNF     | [ 14 ] |
| Sam Maes              | slalom gigant mężczyzn | DNF        | DNF        | NQ         | NQ         | DNF     | DNF     | [ 14 ] |
| Armand Marchant       | slalom mężczyzn        | 56,13      | 24.        | 51,72      | 22.        | 1:47,85 | 22.     | [ 15 ] |
| Dries Van den Broecke | slalom mężczyzn        | 56,77      | 27.        | DNF        | DNF        | DNF     | DNF     | [ 16 ] |
| Dries Van den Broecke | slalom gigant mężczyzn | DNF        | DNF        | NQ         | NQ         | DNF     | DNF     | [ 16 ] |

### Short track
| Zawodnik     | Konkurencja     | Kwalifikacje | Kwalifikacje | Ćwierćfinał | Ćwierćfinał | Półfinał | Półfinał | Finał/Finał B | Finał/Finał B | Miejsce | Źródło |
| Zawodnik     | Konkurencja     | Czas         | Pozycja      | Czas        | Pozycja     | Czas     | Pozycja  | Czas          | Pozycja       | Miejsce | Źródło |
| ------------ | --------------- | ------------ | ------------ | ----------- | ----------- | -------- | -------- | ------------- | ------------- | ------- | ------ |
| Hanne Desmet | 500 m kobiet    | 43,702       | 3. q         | 42,991      | 2. Q        | 55,304   | 4. ADV   | 42,941        | 5.            | 5.      | [ 17 ] |
| Hanne Desmet | 1000 m kobiet   | 1:27,836     | 2. Q         | 1:29,388    | 2. Q        | 1:29,388 | 2. Q     | 1:28,928      | 3.            | brąz    | [ 17 ] |
| Hanne Desmet | 1500 m kobiet   | —            | —            | 2:18,931    | 2. Q        | 2:19,001 | 2. Q     | 2:18,711      | 4.            | 4.      | [ 17 ] |
| Stijn Desmet | 500 m mężczyzn  | 40,585       | 3. q         | 40,718      | 4.          | NQ       | NQ       | NQ            | NQ            | 14.     | [ 18 ] |
| Stijn Desmet | 1000 m mężczyzn | DSQ          | DSQ          | NQ          | NQ          | NQ       | NQ       | NQ            | NQ            | -       | [ 18 ] |
| Stijn Desmet | 1500 m mężczyzn | —            | —            | 2:19,112    | 3. Q        | 2:11,169 | 5. QB    | 2:18,278      | 3. FB         | 13.     | [ 18 ] |

### Skeleton
| Zawodnik      | Konkurencja  | Ślizg 1 | Ślizg 1 | Ślizg 2 | Ślizg 2 | Ślizg 3 | Ślizg 3 | Ślizg 4 | Ślizg 4 | Łącznie | Pozycja | Źródło |
| Zawodnik      | Konkurencja  | Czas    | Pozycja | Czas    | Pozycja | Czas    | Pozycja | Czas    | Pozycja | Łącznie | Pozycja | Źródło |
| ------------- | ------------ | ------- | ------- | ------- | ------- | ------- | ------- | ------- | ------- | ------- | ------- | ------ |
| Kim Meylemans | ślizg kobiet | 1:02,35 | 6.      | 1:02,92 | 12.     | 1:02,34 | 11.     | 1:03,73 | 20.     | 4:11,34 | 18.     | [ 19 ] |

### Snowboarding
| Zawodnik  | Konkurencja       | Kwalifikacje | Kwalifikacje | Kwalifikacje | Kwalifikacje | Kwalifikacje | Finał | Finał | Finał | Finał | Miejsce | Źródło |
| Zawodnik  | Konkurencja       | Z1           | Z2           | Z3           | W            | M            | Z1    | Z2    | Z3    | W     | Miejsce | Źródło |
| --------- | ----------------- | ------------ | ------------ | ------------ | ------------ | ------------ | ----- | ----- | ----- | ----- | ------- | ------ |
| Evy Poppe | big air kobiet    | 44,00        | 60,75        | 21,00        | 81,75        | 24.          | NQ    | NQ    | NQ    | NQ    | 24.     | [ 20 ] |
| Evy Poppe | slopestyle kobiet | 47,08        | 56,80        | —            | 56,80        | 14.          | NQ    | NQ    | NQ    | NQ    | 14.     | [ 20 ] |